# Marina Rollman
Pour les articles homonymes, voir Rollman.
Marina Rollman, née le 9 août 1988 à Genève, est une humoriste et comédienne franco-suisse.

## Biographie
Marina Rollman naît le 9 août 1988 à Genève et y grandit. En 1995, elle a un petit rôle dans Noir comme le souvenir  de Jean-Pierre Mocky où elle donne la réplique à Jane Birkin. Par la suite elle poursuit ses études, en Suisse puis à Paris, en architecture puis en lettres classiques. Au rayon de ses inspirations, le spectacle de l'américain Jerry Seinfeld I'm Telling You for the Last Time a eu un effet déclencheur sur son envie de devenir humoriste,. Elle participe, en 2009, à un concours humoristique à Paris, devant quelques professionnels, mais c’est un échec,. À la suite de son « bide », elle exerce plusieurs professions notamment publicitaire dans la société de son père, vendeuse dans un food truck et baby-sitter pour Natalie Portman. Elle retente sa chance comme humoriste en 2013, inspirée puis soutenue par son compatriote Thomas Wiesel. Elle fait cette année-là une première scène ouverte en Suisse, puis des chroniques en radio et à la télé. Elle enchaîne, avec en 2014 et 2015 une web-série, des spectacles, et notamment une participation au festival du rire de Montreux, au Jamel Comedy Club mais également des premières parties de Gad Elmaleh.
À un moment où émerge une nouvelle génération d’humoristes féminines, choisissant l’humour noir, ironique et tendre, elle réussit à se faire une place, reconnaissable entre autres par sa voix qualifiée d'« espiègle » ou de « poissonnière » (selon Kader Aoun).
Depuis 2016, elle participe régulièrement à l'émission Les Beaux Parleurs le dimanche sur RTS La Première. À partir de septembre 2017, elle assure aussi une chronique humoristique hebdomadaire La drôle d’humeur de Marina Rollman dans l'émission La Bande originale présentée par Nagui, sur France Inter,,.
Sur scène, elle se produit depuis 2017, et depuis 2019 à Paris au théâtre de l'Œuvre, avec un stand-up Un spectacle drôle, largement loué par la critique française,,,, et helvète.
À partir de 2021, elle s'éloigne du stand-up pour tenter d'autres formats narratifs. Marina Rollman s'essaie aussi à la création collective. En 2021, elle réalise pour Canal+ son deuxième court-métrage intitulé Gina, qui est le sixième épisode de la mini série « 6 x confiné⋅e⋅s ».
En 2021, elle participe au projet créé par Konbini et Deezer Best Story Ever une mini série de podcasts comprenant trois saisons où elle raconte d’une manière très parodique les histoires les plus farfelues qui existent sur Wikipédia.

## Filmographie

### Cinéma
- 1995 : Noir comme le souvenir de Jean-Pierre Mocky : Mélinda Wahl

### Télévision
- 2015 : Presque Normal : Marina
- 2017 : Funcorp : Chloé Quinta
- 2018 : Roi de la vanne : Pauline
- 2019 : Double vie : Ruth
- 2020 : Gratitude : Ève (aussi scénariste et réalisatrice)
- 2020 : Dix pour cent (saison 4, épisode 4) : Elle-même
- 2020 : La Flamme : Docteur Braoudé
- 2022 : Marina Rollman : Un spectacle drôle sur Canal+ : Elle-même
- 2024 : Espèce menacée : Venla
- 2025 : LOL : qui rit, sort !